# 朝川组
朝川组是位于中国浙江省的一个地层。由紫红色钙质砂屑、泥质粉砂岩、细粒砂岩与凝灰质砂岩、砾岩或流纹质凝灰岩互层组成。

## 化石
从该地层中报告的化石：
- 杨岩东阳盾龙 Dongyangopelta yangyanensis[2]
- 镰刀龙科未定種 Therizinosauridae indet.（原称浙江吉兰泰龙 "Chilantaisaurus" zheziangensis）[3][4][5]
- 丽水浙江龙 Zhejiangosaurus lishuiensis[6]